# Bory
Bory (německy Borry) jsou obec v okrese Žďár nad Sázavou v kraji Vysočina. Leží 10 km severně od města Velké Meziříčí. Žije zde 779 obyvatel. Vesnice je obklopena rozsáhlými loukami a lesy. Obcí protéká potok Babačka vlévající se do řeky Oslavy. Okolí obce je známe díky minerálům, které jsou bohatě zastoupeny v řadě muzeí.
Sousedními obcemi sídla jsou Dobrá Voda, Rousměrov, Sklené nad Oslavou, Radostín nad Oslavou, Radenice, Velké Meziříčí, Vídeň, Krásněves, Jívoví a Kněževes.

## Historie
Obec vznikla 1. 1. 1972 spojením Dolních a Horních Borů (včetně jejich místní části Cyrilov). Prvních 8 měsíců své existence nesla spojená obec název Horní Bory, od 1. 9. 1972 byl pak stanoven její současný úřední název – Bory.
Obec Bory v roce 2007 obdržela ocenění v soutěži Vesnice Vysočiny, konkrétně získala ocenění modrý diplom, tj. diplom za vzorné vedení obecní knihovny. Obec Bory v roce 2010 obdržela ocenění v soutěži Vesnice Vysočiny, konkrétně získala ocenění zelená stuha, tj. ocenění za péči o zeleň a životní prostředí. V roce 2016 získala obec ocenění v soutěži Vesnice Vysočiny 2016, konkrétně obdržela diplom za moderní knihovnické a informační služby.

## Obyvatelstvo
| Rok            | 1869 | 1880 | 1890 | 1900 | 1910 | 1921 | 1930 | 1950 | 1961 | 1970 | 1980 | 1991 | 2001 |
| Počet obyvatel | 862  | 890  | 858  | 860  | 832  | 814  | 804  | 734  | 742  | 740  | 692  | 708  | 756  |

## Školství
- Základní škola Hany Benešové a Mateřská škola Bory

## Pamětihodnosti
- Kostel svatého Martina (Horní Bory)
- Kostel svatého Jiljí (Dolní Bory)
- Zvonička na Cyrilově

## Kultura
Ve vsi se konají tradiční akce jako je masopustní průvod, pálení čarodějnic nebo kácení máje. V roce 2017 bylo otevřeno Obecní muzeum , kde je vystaven obecní kroj. Okolo Borů vede naučná stezka, na které jsou vystavěny panely, na kterých jsou zaznamenány informace o zajímavých místech v Borech. Součástí stezky je geoparčík a unikátní sluneční hodiny. Sportovní organizace pořádají turnaje v různých odvětvích sportu.

## Osobnosti
- Bohuslav Milostný (1882–1945), pedagog a odbojář

## Části obce
- Cyrilov[7]
- Dolní Bory
- Horní Bory